# أليكس سينك
أديلايد ألكسندر سينك (من مواليد 5 حزيران 1948) هي سياسية وممولة أمريكية سابقة، وعضو في الحزب الديمقراطي، كانت سينك المدير المالي في ولاية فلوريدا وأمينة صندوق مجلس أمناء مجلس إدارة ولاية فلوريدا . كانت المرشحة الديمقراطية لمنصب حاكم فلوريدا وواجهت المرشح الجمهوري ريك سكوت في انتخابات حاكم فلوريدا 2010 ، وخسرت أمام سكوت بهامش 1٪.  كانت سينك أيضًا المرشحة من الحزب الديمقراطي ،التي لم يكن النجاح حليفها في الانتخابات الخاصة لعام 2014 لمنطقة الكونجرس الثالثة عشرة في فلوريدا ، وخسرت أمام الجمهوري ديفيد جولي في 11 آذار 2014، في سباق لملء المقعد الشاغر الذي أحدثته وفاة الممثل الأمريكي بيل يونغ في عام 2013.  